# SK-3

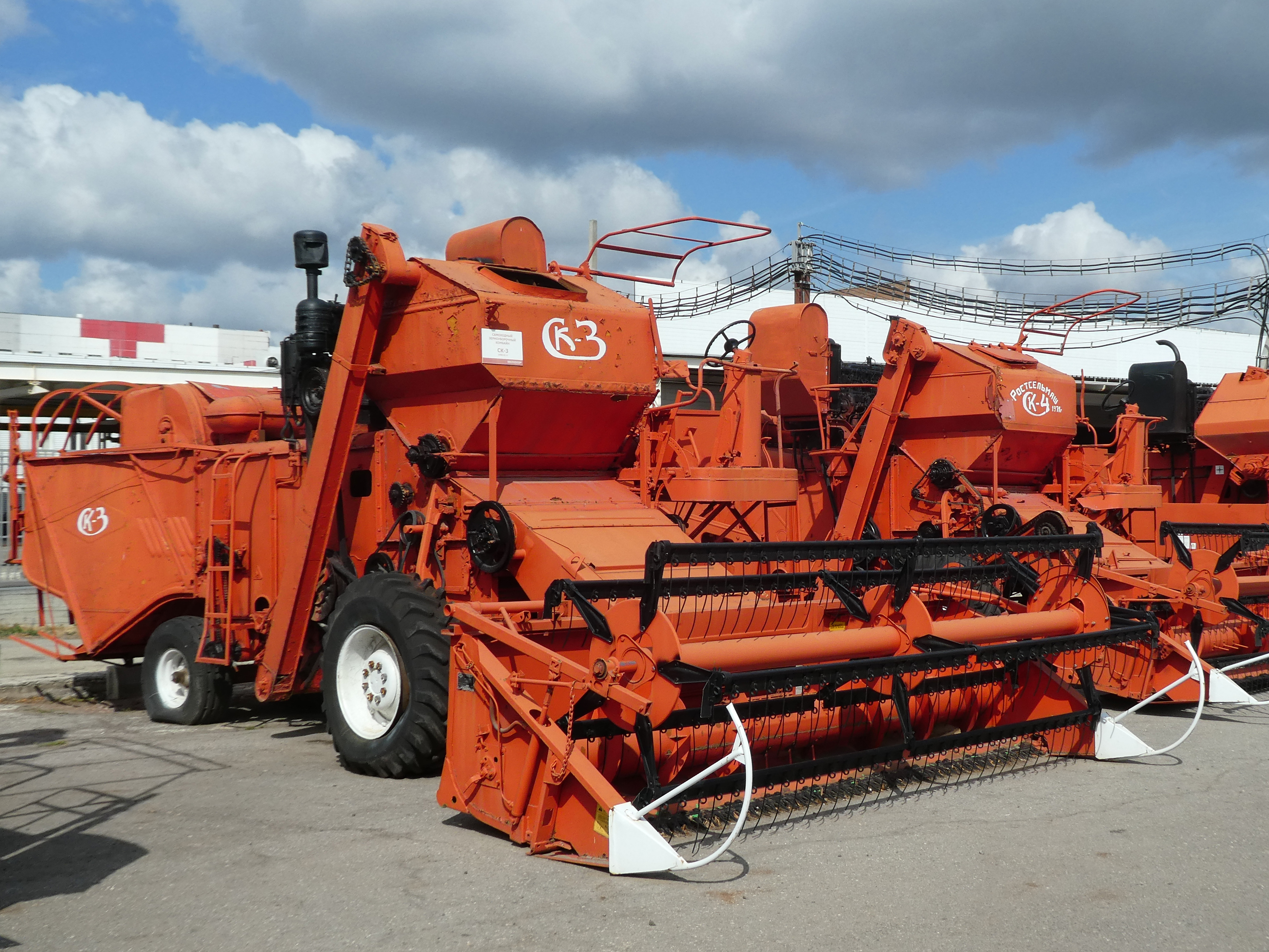
Kombajn SK-3

Sklízecí mlátička SK-3 byl sovětský kombajn, který byl v letech 1961 a 1962 dovážen i do Československa.
Výrobcem byl Taganrožský kombajnový závod (rusky Таганрогский комбайновый завод) v Taganrogu. Stroj vyráběly i továrny Roststelmaš v Rostově na Donu a Kombajnový závod v Krasnojarsku. Celkem bylo vyrobeno 169 000 strojů. Nástupcem byl typ SK-4.

## Technické údaje
- Záběr žacího ústrojí: 3,2 m nebo 4,10 m nebo 5 m
- Objem zásobníku zrna: 1,6 m³
- Čistota zrna: 96,1 %
- Separační ústrojí: 4 vytřasadla
- Pojezdová rychlost: 1–17 km/h
- Výkon motoru: 65 k
- Počet rychlostí: 3 vpřed, 1 vzad